# أمين البوران
 البورازان أو بوران الأمونيا أو أمين البوران مركب كيميائي له الصيغة H6NB ، كما يكتب على الشكل H3NBH3. ويكون على شكل صلب شمعي أبيض إلى بيج له رائحة الأمونياك.

## التحضير
يعطي تفاعل ثنائي البوران مع الأمونياك ملح مزدوج للأمونيوم -(H2B(NH3)2]+(BH4]، أمّا تفاعل معقد البوران مع رباعي هيدرو الفوران THFمع الأمونياك فيعطي البورازان 
{\displaystyle \mathrm {BH_{3}\ +\ NH_{3}\longrightarrow \ H_{3}BNH_{3}} }

## الخواص
- ينحل البورازان بشكل جيد في الماء، كما أنه ينحل في الميثانول وثنائي إيثيل الإيثر.
- للبورازان بنية مشابهة لبنية الإيثان، إلا أن هناك فرق واضح في نقطة الانصهار بين المركبين، فاللإيثان غاز أما البورازان فهو صلب. يعود ذلك إلى الطبيعة القطبية للمركب نتيجة وجود ذرتي البورون والنيتروجين في البنية الكيميائية. يظهر ذلك جليا في قيمة عزم ثنائي القطب للمركب والتي تبلغ 5.2 ديباي.

تبلغ طول الرابطة B-N 1.85 أنغستروم، أما B-H فتبلغ 1.15 أنغستروم، في حين أن N-H تبلغ 1.85 أنغستروم. وتشير دراسة بنية المركب الصلبة إلى وجود تأثيرات متبادلة مشتركة لكل من مركزي NH وBH حيث تلعب الرابطة الهيدروجينية دورا كبيرا في ذلك.

## الاستخدامات
- تجرى الدراسات حاليا حول استخدام البورازان كوسط تخزين للهيدروجين لكي يستعمل كبديل للوقود الأحفوري في محركات الاحتراق.[7] يتحرر الهيدروجين نتيجة التسخين، حيث يتحول البورازان أولا إلى بوليمر NH2BH2)n) ثم إلى NHBH)n) على الترتيب.[8] إن كثاقة تخزين الهيدروجين في البورازان أعلى منها في الهيدروجين السائل.[9]
- يستعمل البورازان في الاصطناع العضوي كبديل ثابت (غير حساس للهواء) لثنائي البوران.[10]